# نیروانول
نیروانول(به انگلیسی: Nirvanol)، همچنین به عنوان اتیل‌فنیل‌هیدانتوئین نیز شناخته می‌شود، مشتقی از هیدانتوئین با خواص ضدتشنجی است. الگوی استخلافی ۵-اتیل-۵-فنیلِ آن شبیه به فنوباربیتال است. این دارو در درمان رقصاک مفید است.